# Curtain Call
Curtain Call (en hangul, 커튼콜: 나무는 서서 죽는다; RR:  Keoteunkol: Namuneun Seoseo Jungneunda) es una serie de televisión surcoreana dirigida por Yoon Sang-ho y protagonizada por Kang Ha-neul, Ha Ji-won, Go Doo-shim y Sung Dong-il. Se emite por el canal KBS 2TV desde el 31 de octubre de 2022 como serie de lunes y martes, y, para algunas zonas del mundo, está disponible asimismo en la plataforma Amazon Prime Video. Se basa en Los árboles mueren de pie del dramaturgo español Alejandro Casona.

## Sinopsis
Ja Geum-soon (Go Doo-shim) es una mujer nacida en 1930 en Corea del Norte, que escapó a Corea del Sur durante la guerra separándose de su esposo e hijo. Allí se hace una nueva vida, abre y dirige un hotel (Nakwon Inn), se casa, tiene un hijo que le da nietos, y finalmente convierte el Nakwon en la principal cadena hotelera de Corea del Sur, ahora dirigida por su nieta Se-yeon (Ha Ji-won). En una ocasión ha logrado volver a ver a su hijo norcoreano, ya adulto, y al hijo de este, pero el contacto se interrumpe a la muerte del hijo.
Ya anciana, Geum-soon sabe que le quedan tres meses de vida a causa de un tumor, y su mayor deseo es volver a ver a su nieto. Su ayudante Sang-cheol consigue encontrarlo, para descubrir que se ha convertido en un criminal que vive y opera en China. Decide ocultar este hecho a Geum-soon y contrata a Jae-heon (Kang Ha-neul), un actor de teatro desconocido, para que se haga pasar por el nieto de Geum Soon en los últimos meses de vida de ella.

## Reparto

### Principal
- Ha Ji-won como Park Se-yeon, nieta de Geum-soon y directora general del hotel Nakwon.[4][5][6]
- Kang Ha-neul como Yoo Jae-heon. De personalidad positiva y optimista, aunque en su vida carece de casi todo, está lleno de amor propio y autoestima. Es un actor de teatro de una compañía local que recibe una oferta inesperada de interpretar al nieto desertor de una cierta anciana, y se enfrenta a un importante punto de inflexión en su vida.[7]
- Go Doo-shim como Geum-soon, la fundadora de la cadena de hoteles Nakwon, norcoreana que huyó al sur durante la Guerra de Corea dejando atrás a su marido y su hijo.[8]
  - Ha Ji-won como Geum-soon de joven.[9]
- Sung Dong-il como Jeong Sang-cheol, exgerente del hotel Nakwon y ayudante de Geum-sun, a la que cuida y sirve incluso después de dejar su puesto directivo.[10]
  - Dawon como Sang-cheol de joven (ep. 11).[11]
- Kwon Sang-woo como Bae Dong-jae, el sucesor del conglomerado gigante Samwoo que posee una cadena de distribución.[12][13][14]
- Jung Ji-so como Seo Yoon-hee, una mujer de clase alta que ahora es una desconocida actriz de teatro; actúa en la misma compañía que Yoo Jae-heon.[15][16]
- Noh Sang-hyun como Ri Moon-sung, un contrabandista de Corea del Norte y miembro de una organización de drogas sinocoreana.[17]

### Familia y allegados de Geum-soon
- Ji Seung-hyun como Park Se-jun. Primogénito y principal accionista de hotel Nakwon. Experto en fusiones y adquisiciones de empresas, valora la realidad más que los ideales y quiere vender el hotel.[18][19]
- Hwang Woo-seul-hye como Ji-won. La mujer de Park Se-jun, es una locutora que abandonó la profesión al casarse.[20]
- Choi Dae-hoon como Park Se-gyu, segundo hijo de Geum-soon, más interesado en los productos de lujo y en llevar una vida de diversiones que en dirigir una empresa.[19]
- Bae Hae-sun como Yoon Jung-sook, ama de llaves del hotel Nakwon durante mucho tiempo, ahora es el ama de llaves de Geum-soon.[19]
  - Park Ji-won como Jung-sook de joven.[11]

### Otros
- Kim Hyun-sook, gerente del hotel Nakwon, que trabaja bajo la dirección de Park Se-yeon.[21]
- Jung Yoo-jin como Song Hyo-jin, amiga de Park Se-yeon y la hija menor de los propietarios de una gran empresa de construcción.[22][23]
- Son Jong-hak como Kim Seung-do, empleado desde hace mucho tiempo y director general del hotel Nakwon, una persona débil con los fuertes y fuerte con los débiles.[24]
- Han Jae-Young como Jang Tae-joo, en exdetective que ha estado rastreando el paradero del verdadero nieto de Geum-soon a petición de Jeong Sang-cheol.
- Jang Hye-jin como la madre de Seo Yoon-hee.

### Apariciones especiales
- Ahn Nae-sang como un médico que diagnostica la enfermedad de Geum-soon.[23]
- Lee Yi-kyung como Park No-gwang, un amigo cercano del actor Yoo Jae-heon, que trabaja en una tienda de coches importados.[23]
- Kim Young-min como Ri Young-hoon, un hombre que cuando era niño fue separado de su madre Geum-soon durante la guerra de Corea. Es el padre de Ri Moon-sung.[23]
- Jung Eui-jae como Moo-jin, el marido de Geum-soon (ep. 8).[25]
- Seohyun.[26][27]
- Na In-woo.[27]
- Baek Jin-hee como Jin-sook, mujer de Ri Mun-sang.[11]
- Choi Jung-woo como Cheol-jin. Cuando era un niño, su madre huyó con él del Norte al Sur durante la guerra de Corea. En Corea del Sur llega a ser juez (ep. 10).[11]
- Kim Kang-hyun como un periodista que trata de obtener una primicia de Se-yeon (ep. 10).[11]

## Producción
El título inicial de la serie había sido Trees Die on Their Feet (o también A Tree Dies Standing). El director de la serie es Yoon Sang-ho, quien antes dirigió también River Where the Moon Rises, Creador de Reyes: El cambio del destino y Saimdang, diario de luz.
El 29 de septiembre de 2021 Youn Yuh-jung, Son Ye-jin y Kang Ha-neul recibieron la oferta para participar en la serie y la estaban revisando. Las dos primeras declinaron posteriormente su participación. El 23 de diciembre se anunció la incorporación al reparto de Sung Dong-il. A mediados de febrero de 2022 se estaba completando el reparto de actores y preparando el rodaje. A principios de marzo un portavoz de la agencia FNC Entertainment informó de que Jung Hae-in había recibido una oferta para actuar en la serie y la estaba evaluando, también con resultado negativo. En abril, por el contrario, se confirmó la participación de Ha Ji-won. El 7 de junio se anunció la incorporación de Kwon Sang-woo como Bae Dong-jae. A mediados de julio el rodaje estaba en curso. El 26 de septiembre se publicaron las primeras imágenes de la serie.

## Banda sonora original
| Parte | Fecha de publicación    | N.º | Título                                       | Letra                      | Música                     | Artista             | Duración |
| ----- | ----------------------- | --- | -------------------------------------------- | -------------------------- | -------------------------- | ------------------- | -------- |
| 1     | 31 de octubre de 2022   | 1   | «Waiting Fou You» (오지 않는 사람아)         | Gadeul                     | KingMing                   | Baek Ji-young       | 4:06     |
| 1     | 31 de octubre de 2022   | 2   | «Waiting Fou You» (오지 않는 사람아) (inst.) |                            | KingMing                   |                     | 4:06     |
| 2     | 1 de noviembre de 2022  | 1   | «Dandelion» (민들레야)                       | Red Anne                   | Red Anne                   | Sumi Jo             | 3:14     |
| 2     | 1 de noviembre de 2022  | 2   | «Dandelion» (민들레야) (inst.)               |                            | Red Anne                   |                     | 3:14     |
| 3     | 7 de noviembre de 2022  | 1   | «Oh, It's Love» (그래 사랑이야)              | Kim Se-jin, Gadeul         | Kim Se-jin, Midnight       | Song Yuvin          | 3:56     |
| 3     | 7 de noviembre de 2022  | 2   | «Oh, It's Love» (그래 사랑이야) (inst.)      |                            | Kim Se-jin, Midnight       |                     | 3:56     |
| 4     | 8 de noviembre de 2022  | 1   | «You Are The Sea» (너는 바다)                | Mokusura (CLEF), CLEF Crew | Mokusura (CLEF), CLEF Crew | Kim Na-young        | 4:06     |
| 4     | 8 de noviembre de 2022  | 2   | «You Are The Sea» (너는 바다) (inst.)        |                            | Mokusura (CLEF), CLEF Crew |                     | 4:06     |
| 5     | 14 de noviembre de 2022 | 1   | «For A Long Time» (오랫동안)                 | Score (13), Megatone (13)  | Score (13), Megatone (13)  | Sung Si-kyung       | 3:45     |
| 5     | 14 de noviembre de 2022 | 2   | «For A Long Time» (오랫동안) (inst.)         |                            | Score (13), Megatone (13)  |                     | 3:45     |
| 6     | 22 de noviembre de 2022 | 1   | «Love Alone» (사랑하면 안 되는 사람)         | Gadeul                     | Bigguyrobin                | Onestar             | 3:27     |
| 6     | 22 de noviembre de 2022 | 2   | «Love Alone» (사랑하면 안 되는 사람) (inst.) |                            | Bigguyrobin                |                     | 3:27     |
| 7     | 5 de diciembre de 2022  | 1   | «Stand By Your Side»                         | Gadeul                     | Sejin Kim, Seongjin Heo    | Lee Su-hyun         | 4:31     |
| 7     | 5 de diciembre de 2022  | 2   | «Stand By Your Side» (inst.)                 |                            | Sejin Kim, Seongjin Heo    |                     | 4:31     |
| 8     | 6 de diciembre de 2022  | 1   | «Love is» (사랑이란 게)                      | Nautilus, New York King    | Nautilus, New York King    | Nautilus (노틸러스) | 3:39     |
| 8     | 6 de diciembre de 2022  | 2   | «Love is» (사랑이란 게) (inst.)              |                            | Nautilus, New York King    |                     | 3:39     |
| 9     | 12 de diciembre de 2022 | 1   | «Love Is Blooming»                           | Gadeul                     | Nine, Nap!er               | Han Seung-yoon      | 3:44     |
| 9     | 12 de diciembre de 2022 | 2   | «Love Is Blooming» (inst.)                   |                            | Nine, Nap!er               |                     | 3:44     |
| 10    | 19 de diciembre de 2022 | 1   | «We Were» (우린)                             | Lee Chan-hyuk              | Lee Chan-hyuk              | Jung Ji-so          | 3:56     |
| 10    | 19 de diciembre de 2022 | 2   | «We Were» (우린) (inst.)                     |                            | Lee Chan-hyuk              |                     | 3:56     |

## Audiencia
| Temporada | Temporada | Episodio número | Episodio número | Episodio número | Episodio número | Episodio número | Episodio número | Episodio número | Episodio número | Episodio número | Episodio número | Episodio número | Episodio número | Episodio número | Episodio número | Episodio número | Episodio número | Promedio |
| Temporada | Temporada | 1               | 2               | 3               | 4               | 5               | 6               | 7               | 8               | 9               | 10              | 11              | 12              | 13              | 14              | 15              | 16              | Promedio |
| --------- | --------- | --------------- | --------------- | --------------- | --------------- | --------------- | --------------- | --------------- | --------------- | --------------- | --------------- | --------------- | --------------- | --------------- | --------------- | --------------- | --------------- | -------- |
|           | 1         | 1272            | 558             | 954             | 1009            | 856             | 966             | 739             | 752             | 733             | 898             | 980             | 1093            | —               | 829             | 981             | 969             | —        |

| Episodio | Fecha de emisión        | Índices de audiencia | Índices de audiencia | Índices de audiencia |
| Episodio | Fecha de emisión        | (Nielsen Korea)      | (Nielsen Korea)      | TNmS                 |
| Episodio | Fecha de emisión        | Nacional             | Seúl                 | Nacional             |
| --- | ----------------------- | -------------------- | -------------------- | -------------------- |
| 1 | 31 de octubre de 2022   | 7,2 % (3.ª)          | 7,2 % (2.ª)          | 5,9 % (7.ª)          |
| 2 | 1 de noviembre de 2022  | 3,1 %* (13.ª)        | 3,1 %* (14.ª)        | 2,7 %* (19.ª)        |
| 3 | 7 de noviembre de 2022  | 5,6 % (11.ª)         | 5,4 % (12.ª)         | 4,7 % (17.ª)         |
| 4 | 8 de noviembre de 2022  | 6 % (6.ª)            | 5,5 % (7.ª)          | 5,8 % (9.ª)          |
| 5 | 14 de noviembre de 2022 | 4,7 % (16.ª)         | 4,2 % (16.ª)         | 4,3 % (18.ª)         |
| 6 | 15 de noviembre de 2022 | 5,6 % (9.ª)          | 5,3 % (6.ª)          | 5,2 % (13.ª)         |
| 7 | 22 de noviembre de 2022 | 4,3 % (15.ª)         | 3,9 % (16.ª)         | 4,2 % (16.ª)         |
| 8 | 29 de noviembre de 2022 | 4,3 % (17.ª)         | 4 % (17.ª)           | —                    |
| 9 | 5 de diciembre de 2022  | 4,2 % (21.ª)         | 4 % (19.ª)           | 4,3 % (18.ª)         |
| 10 | 6 de diciembre de 2022  | 5,4 % (12.ª)         | 5,2 % (13.ª)         | 4,3 % (18.ª)         |
| 11 | 12 de diciembre de 2022 | 5,5 % (12.ª)         | 5,4 % (13.ª)         | 3,9 % (17.ª)         |
| 12 | 13 de diciembre de 2022 | 6,1 % (7.ª)          | 5,9 % (6.ª)          | 4,6 % (16.ª)         |
| 13 | 19 de diciembre de 2022 | 4,6 % (19.ª)         | 5 % (17.ª)           | —                    |
| 14 | 20 de diciembre de 2022 | 5,2 % (10.ª)         | 5,1 % (9.ª)          | —                    |
| 15 | 26 de diciembre de 2022 | 5,3 % (14.ª)         | 5,1 % (14.ª)         | —                    |
| 16 | 27 de diciembre de 2022 | 5,7 % (8.ª)          | 5 % (11.ª)           | —                    |
| Promedio | Promedio                | 5,2 %                | 5 %                  | —                    |
| - En la tabla superior, aparecen en azul los índices más bajos, y en rojo los más altos. - (*) La caída en las calificaciones en el episodio 2 se debe a la extensión imprevista de la Liga KBO de Béisbol Profesional 2022, que precedía en horario a la serie y provocó un retraso de una hora en la transmisión. |                         |                      |                      |                      |

## Premios y nominaciones
| Año  | Premios           | Categoría                                   | Candidato                | Resultado | Ref.          |
| ---- | ----------------- | ------------------------------------------- | ------------------------ | --------- | ------------- |
| 2022 | Premios KBS Drama | Premio a la gran excelencia, actor          | Kang Ha-neul             | Ganador   | [ 54 ] [ 55 ] |
| 2022 | Premios KBS Drama | Premio a la gran excelencia, actriz         | Ha Ji-won                | Ganadora  | [ 54 ] [ 55 ] |
| 2022 | Premios KBS Drama | Mejor actor de reparto                      | Sung Dong-il             | Ganador   | [ 54 ] [ 55 ] |
| 2022 | Premios KBS Drama | Mejor actor revelación                      | Noh Sang-hyun            | Nominado  | [ 56 ]        |
| 2022 | Premios KBS Drama | Premio a la excelencia, actriz en miniserie | Ha Ji-won                | Nominada  | [ 57 ]        |
| 2022 | Premios KBS Drama | Premio a la excelencia, actor en miniserie  | Kang Ha-neul             | Nominado  | [ 57 ]        |
| 2022 | Premios KBS Drama | Mejor actriz revelación                     | Jung Ji-so               | Ganadora  | [ 54 ]        |
| 2022 | Premios KBS Drama | Premio a la popularidad                     | Kang Ha-neul             | Ganador   | [ 54 ]        |
| 2022 | Premios KBS Drama | Mejor pareja                                | Kang Ha-neul y Ha Ji-won | Ganadores | [ 54 ]        |